# Валаска
Валаска́ — село в окрузі Брезно Банськобистрицького краю Словаччини. Станом на грудень 2015 року в селі проживала 3781 людина.

## Населення
| Рік:            | 1994. | 2004.   | 2014.   | 2024.    |
| --------------- | ----- | ------- | ------- | -------- |
| Кількість осіб: | 3867  | 3908    | 3826    | 3336     |
| Різниця:        |       | +1,06 % | -2,09 % | -12,80 % |

| Рік:            | 2023. | 2024.   |
| --------------- | ----- | ------- |
| Кількість осіб: | 3340  | 3336    |
| Різниця:        |       | -0,11 % |